# Стирнурагс

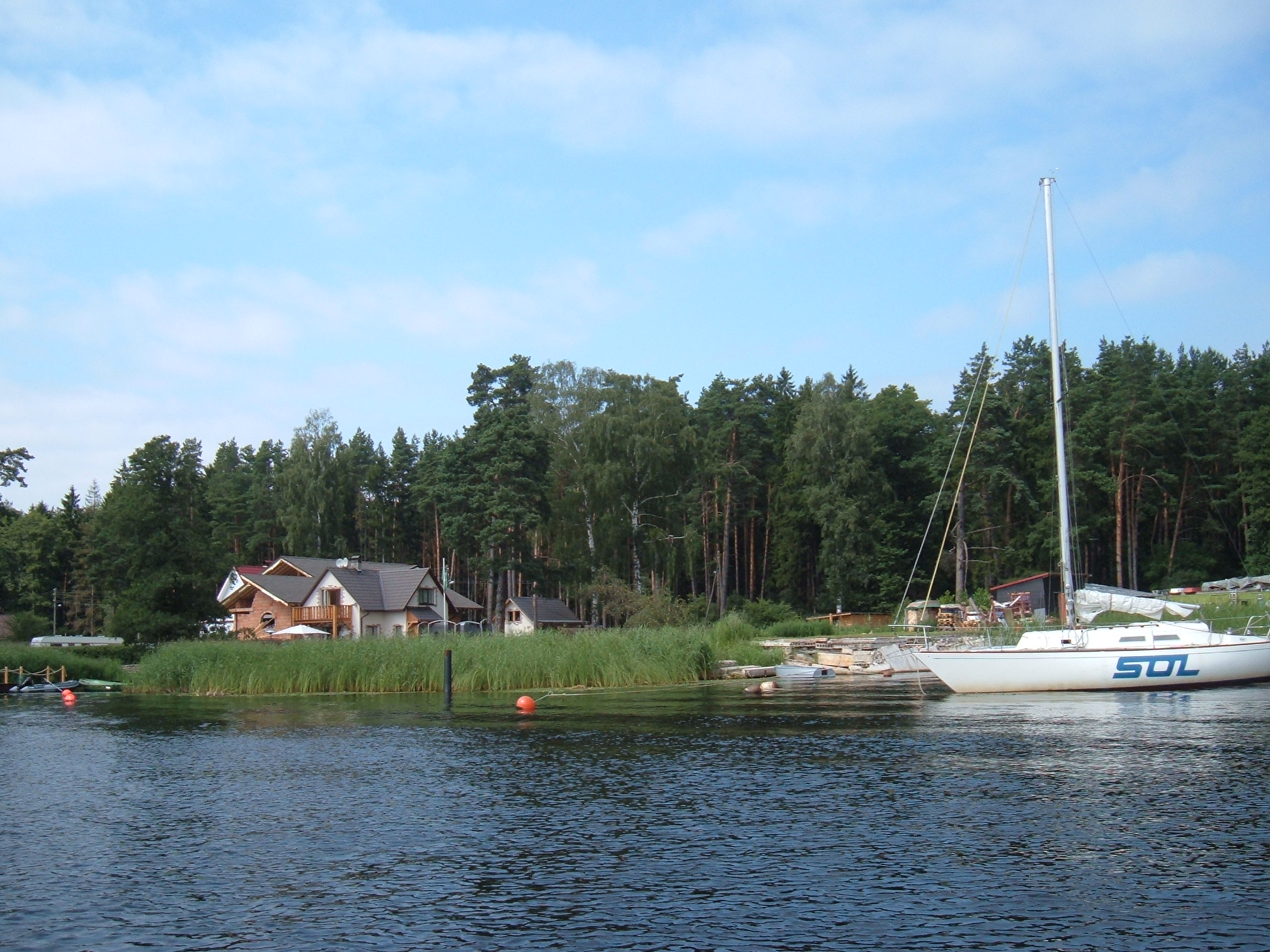
Лиелупе у Стирнурагса

Стирнурагс (латыш. Stirnurags) — часть города Юрмалы на его востоке, на левом берегу реки Лиелупе между районами Лиелупе и Буллюциемс.

## Название
Название района можно перевести с латышского как "Косулий рог". Оно происходит происходит от наносов песка и корней на берегах Лиелупе, которые местные жители называют «рогами». "Stirna" на латышском языке означает "косуля", а "rags" — это рог.  

## История
В 1495-м году магистр Ливонского ордена Вальтер фон Плеттенберг сдал в феод этот участок и плот паромщику Лиелупе Янису Билдрингсу (Büldring).
После заключения договора 1660 года герцогу Екабу удалось сохранить право на поместья Слока и Булдури, и курземско-шведская граница проходила вдоль границы поместья Булдури, принадлежавшего герцогу и Буллю, принадлежавшей шведскому правительству. Когда в 1755 году в нынешнем устье реки Лиелупе прорвалась в море и пришлось восстанавливать паром в устье реки Лиелупе из Варнукрогса до трактира паромщика поместья Буллю, который служил путешественникам из Риги пограничным переходом в Курляндское герцогство. 
Крестьянско-рыбацкие дома и трактир паромщика пришлось строить заново несколько раз из-за гуляющей песчаной дюны. В 1832 году на берегу нынешнего Стирнурага были дома Зубриню (Подринг), а в 1891 году он был изображён как земля, принадлежащая поместью Буллю.
2 марта 1920 года правительство Латвии включило эту территорию во вновь созданный город Ригас Юрмала. После Второй мировой войны, в начале 1946 года, он был преобразован в Юрмальский район Риги, а 11 ноября 1959 года восстановлен самостоятельный город Юрмала.